# Christopher D. Ryan
Christopher David Ryan (* 12. Juni 1958 in Toronto, Kanada) ist ein österreichischer Sportkommentator.

## Werdegang
Ryan zog 1966 nach Wien, nachdem er die ersten Jahre seines Lebens in Kanada verbrachte. Er maturierte 1976 und studierte danach Publizistik- und Kommunikationswissenschaft und Slawistik sowie Stochastik.
Ryan war von 1977 bis 2004 freier Mitarbeiter der ORF-Sportredaktion mit einer zweijährigen Unterbrechung (1989–1991), in der er für Eurosport tätig war. Seit 2004 war er beim ORF angestellt.
Ryan gilt als American-Football-Experte und kommentierte seit 1998 alle Super-Bowl-Übertragungen des ORF. Er ist neben Peter Brunner der einzige ORF-Kommentator, der sowohl bei Olympischen Winter- als auch Sommerspielen österreichische Siege live kommentierte (2004 Triathlon-Sieg von Kate Allen, 2006 Skisprung-Sieg im Mannschaftsbewerb).
2010 wechselte Ryan vom ORF zum Privatsender ServusTV und übernahm dort den Chef-Posten der Eishockey-Redaktion. 2011 wurde er Sportchef im Red Bull Media House und bei Servus TV.

## Auszeichnungen
- 2005 Sports-Media-Austria-Preis (für den Bericht über den Ironman Hawaii 2004 als bester Sportfernsehbeitrag des Jahres)[2]